# Partito Popolare Maldiviano
Il Partito Popolare Maldiviano (in inglese Dhivehi Rayyithunge Party, DRP; in maldiviano ދިވެހި ރައްޔިތުންގެ ޕާޓީ) è un partito politico maldiviano.

## Risultati elettorali
| Anno | Voti   | Seggi   |
| ---- | ------ | ------- |
| 2009 | 40 886 | 28 / 77 |
| 2014 | 549    | 0 / 85  |
| 2019 | 373    | 0 / 87  |